# Istiodactylidae
Los istiodactílidos (Istiodactylidae) son una pequeña familia de pterosaurios. Esta familia fue nombrada en 2001 para el género tipo Istiodactylus cuando se descubrió que no era miembro del género Ornithodesmus.

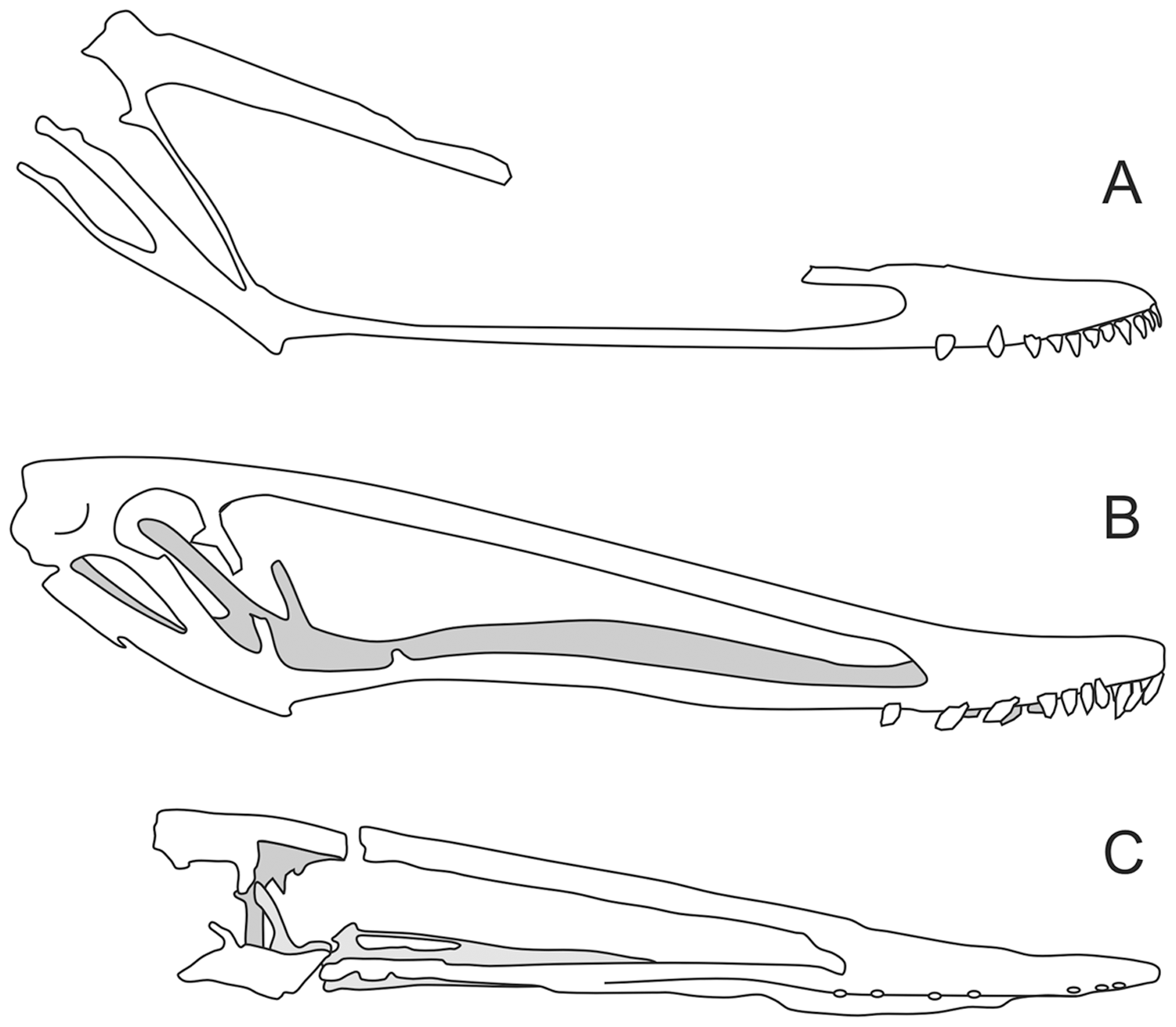
Cráneos de istiodactílidos: A) Istiodactylus latidens (NHMUK R3877) (B) Istiodactylus sinensis (NGMC 99-07-11) y (C) Nurhachius ignaciobritoi (IVPP V-13288).

Los restos de istiodactílidos se han hallado en el Reino Unido y China, en rocas que datan de principios del período Cretácico (épocas del Barremiense al Aptiense). Arbour y Currie (2011) describieron a un fósil hallado en Canadá como Gwawinapterus beardi como un miembro de los Istiodactylidae procedente del Cretácico Superior (principios del Campaniense); sin embargo, de acuerdo a Witton (2012) el patrón de reemplazo dental de este animal no es como el de los pterosaurios, sugiriendo que la especie podría ser un reptil de otro tipo. Investigación adicional ha indicado que la especie era de hecho un pez. La especie más antigua conocida puede ser Archaeoistiodactylus linglongtaensis, del Jurásico Medio de China; sin embargo, también se ha sugerido que el espécimen holotipo de esta especie podría ser realmente un fósil mal preservado de Darwinopterus. Hongshanopterus, un supuesto istiodáctilido de China, ha sido reclasificado como un miembro de Ornithocheiroidea de incierta ubicación filogenética por Witton (2012).
Los istiodactílidos eran pterosaurios de tamaño mediano con mandíbulas aplanadas y redondeadas que les daban una apariencia similar a la de un pato. Sin embargo, poseían una serie de pequeños dientes alineados en sus mandíbulas.